# Tedros Adhanom
Tedros Adhanom Ghebreyesus (Asmera, 3. ožujka 1965.) etiopski je biolog, imunolog i političar. Od 2017. godine obnaša funkciju generalnog direktora Svjetske zdravstvene organizacije. 
U vladi Etiopije obnašao je funkciju ministra zdravstva od 2005. do 2012. godine, kao i ministra vanjskih poslova od 2012. do 2016. godine.